# Shika
Shika (Japans: 志賀町, -machi) is een gemeente in het district Hakui, van de prefectuur Ishikawa, Japan.
In 2003 telde de gemeente 15.361 inwoners. De bevolkingsdichtheid bedraagt 124,82 inw./km². De oppervlakte van de gemeente is 123,07 km².
Op 1 maart 2005 werd de gemeente Togi, van het District Hakui toegevoegd bij de gemeente Shika.
Op 1 januari 2024 om 16:10 werd Shika getroffen door een zware aardbeving van 7,6 op de schaal van Richter.